# Corte suprema della Federazione Russa
La Corte suprema della Federazione Russa (in russo Верховный суд Российской Федерации?, Verchovnyj sud Rossijskoj Federacii; abbreviato VRS) è la più alta corte della magistratura federale della Russia. Supervisiona anche il compito dei tribunali inferiori. Il suo predecessore è la Corte suprema dell'Unione Sovietica.
Ai sensi dell'articolo 22 della legge federale "Sulla Corte suprema della Federazione Russa", la sede permanente della Corte suprema della Federazione Russa è la città di San Pietroburgo. Tuttavia, questa disposizione entra in vigore dalla data in cui la Corte suprema della Federazione Russa si stabilisce in questa città, che è portata al termine dal Presidente della Federazione Russa in accordo con la Corte suprema. Fino a tale data, la Corte suprema della Federazione Russa si riunisce nella città di Mosca.

## Presidente della Corte suprema
Attualmente ci sono 115 membri alla Corte suprema. I giudici della Corte suprema sono nominati dal Presidente della Russia e nominati dal Consiglio federale. I requisiti per i giudici della Corte suprema sono: possedere la cittadinanza russa, avere almeno 35 anni, avere un titolo di studio e aver esercitato almeno 10 anni di servizio pubblico.
La Corte suprema è composta dal Collegio giudiziario per gli affari civili, dal Collegio giudiziario per gli affari penali e dal Collegio militare, che si occupano dei rispettivi casi. Gli appelli contro le decisioni dei collegi sono proposti al Collegio di cassazione, una commissione ha il compito di esaminare le decisioni dei tribunali inferiori, e il ricorso viene presentanto al Praesidium della Corte suprema.
Le sessioni plenarie della Corte Suprema si tengono almeno una volta ogni quattro mesi. Ad una sessione plenaria devono partecipare tutti i giudici della Corte suprema e il Procuratore generale della Russia. Nelle sessioni plenarie la Corte suprema studia le decisioni giudiziarie dei tribunali inferiori su vari argomenti e adotta risoluzioni, che stabiliscono raccomandazioni sull'interpretazione di particolari disposizioni di legge per i tribunali inferiori per un'applicazione uniforme. La legge russa non riconosce il precedente giudiziario come fonte del diritto, ma i tribunali seguono rigorosamente tali raccomandazioni.
Il Consiglio consultivo accademico, parte della Corte suprema della Federazione Russa, (in russo Научно-консультативный совет при Верховном Суде Российской Федерации?, Naučno-konsul'tativnyj sovet pri Verchovnom Sude Rossijskoj Federacii) è un organismo che ha il compito di assistere la Corte suprema in varie questioni legali e accademiche. Comprende membri della stessa Corte Suprema, accademici, avvocati praticanti e agenti delle forze dell'ordine. I membri del Consiglio consultivo accademico vengono eletti nelle sessioni plenarie della Corte Suprema.
| Nº | Presidente (nascita-morte)         | Mandato          | Mandato          |
|    |                                    | Inizio           | Fine             |
| -- | ---------------------------------- | ---------------- | ---------------- |
| 1º | Vjačeslav M. Lebedev (1943-2024)   | 25 dicembre 1991 | 23 febbraio 2024 |
| 2º | Pëtr P. Serkov (ad interim) (1955) | 24 febbraio 2024 |                  |